# Achim von Arnim (pisarz)
Carl Joachim Friedrich Ludwig Achim von Arnim (ur. 26 stycznia 1781 w Berlinie, zm. 21 stycznia 1831 w Wipersdorfie ) – niemiecki pisarz, obok Clemensa Brentano i Josepha von Eichendorffa główny przedstawiciel romantyzmu heidelberskiego. Najbardziej znaczącym jego dziełem jest powieść Die Kronenwächter .

## Życiorys
Pochodził ze szlacheckiego rodu Arnim. Jego ojciec, baron Joachim Erdmann von Arnim (1741-1804), był pruskim dyplomatą. Achim studiował prawo i nauki przyrodnicze na Uniwersytecie w Haale. Po zakończeniu studiów podróżował po Niemczech i zachodniej Europie. Pod wpływem Goethego i Herdera docenił wartość niemieckich legend i piosenek ludowych i rozpoczął ich zbieranie. Ta praca zaowocowała wydanym wspólnie z przyjacielem, Clemensem Brentano, zbiorem Des Knaben Wunderhorn (1805). To pod ich wpływem dwa lata później Joseph Görresem opublikował Teutschen Volksbücher. W 1811 roku założył wraz z Adamem Heinrichem Müllerem organizację Deutsche Tischgesellschaft (później znana jako Christlich-deutsche Tischgesellschaft) , która propagowała antyfrancuski i antysemicki pruski patriotyzm.
Arnim należy do reprezentantów romantyzmu politycznego i krytyków racjonalizmu oświecenia. Twierdził, że należy ograniczyć powszechną edukację, która powoduje, że prosty lud poddaje się wpływom innych kultur i zatraca świadomość własnych tradycji narodowych. Prowadziło to do idealizacji średniowiecza i czasów cesarstwa, a jednocześnie stanowiło wyraz dążenia do zjednoczenia Niemiec.

## Dzieła
- Hollin's Liebeleben (1802);
- Ariel's Offenbarungen (1804);
- Kriegslieder (1806)[1] ;
- Das Knaben Wundernhorn (1806 i 1808; z Clemensem Brentano; wyd. polskie: Cudowny róg chłopca, wybór, przeł. Robert Stiller, PIW 1985);
- Tröst Einsamkeit (1808);
- Der Wintergarten (1809)[1] ;
- Mistris Lee (1809);
- Armut, Reichthum, Schuld und Buße der Gräfin Dolores (1810);
- Halle und Jerusalem (1911);
- Isabella von Ägypten. Kaiser Karl des Fünften erste Jugendliebe (1812);
- Schaubühne (1813);
- Die Kronenwächter (1817)[1] ;
- Der tolle Invalide auf dem Fort Ratonneau (1818);
- Fürst Ganzgott und Sänger Halbgott (1818);
- Die Gleichen (1819);
- Die Majoratsherren (1819);
- Owen Tudor (1820);
- Landhausleben (1826)[1] ;
- Die Päpstin Johanna (1846; opublikowane pośmiertnie przez Bettinę von Arnim).